# Christoph Wilhad Hilcken
Christoph Wilhad Hilcken (* 1664 in Hamburg; † 16. Dezember 1717 ebenda) war ein deutscher Jurist und Oberaltensekretär der Freien und Hansestadt Hamburg.

## Leben
Hilcken wurde 1664 in Hamburg geboren, besuchte dort die Gelehrtenschule des Johanneums und ab 1681 das Akademische Gymnasium. Er studierte anschließend Jurisprudenz an der Universität Rostock und der Universität Jena und promovierte dort im Jahr 1690 als Lizenziat des kanonischen und weltlichen Rechts bei Professor Peter Müller (1640–1696), Mitglied der Fruchtbringenden Gesellschaft. Hilcken kehrte nach dem Studium in seine Vaterstadt zurück und wirkte hier zunächst als Advokat. Im Jahr 1699 wurde er zum Testamentsvollstrecker des Professors am Akademischen Gymnasium Vincent Placcius (1642–1699) gewählt.
Hilckens heiratete sich 1703 mit Christina Maria Daurer (* 4. Oktober 1686 in Stockholm; † 9. Juli 1715 in Hamburg). Die Ehe blieb kinderlos.
Er übergab 1704 Placcius Büchersammlung von 4000 Bänden der Hamburger Stadt-Bibliothek. Im Jahr 1707 und 1709 wirkte Hilcken als Richter am Hamburger Niedergericht. Am 16. August 1716 wurde er als Nachfolger für den in den Senat gewählten Hinrich Diederich Wiese zum Oberaltensekretär gewählt, verstarb aber bereits im Alter von 53 Jahren am 16. Dezember 1717.

## Werke (Auswahl)
- Disp. inaug. de Residentibus eorumque juribus. Jena 1690 (Digitalisat auf den Seiten der Universitäts- und Landesbibliothek Sachsen-Anhalt in Halle an der Saale – 80 S.).